# Chiesa dei Santi Luca e Fiorenzo
La chiesa parrocchiale dei Santi Luca e Fiorenzo è un edificio religioso che si trova a Dongio, frazione di Acquarossa, in Canton Ticino.

## Storia
La costruzione viene citata per la prima volta in documenti storici risalenti al 1205. Il 26 giugno 1758 una frana investì la chiesa, che venne successivamente ricostruita in stile barocco nel 1767.

## Descrizione
La chiesa si presenta con una pianta ad unica navata sovrastata da una volta a botte lunettata. Sui fianchi della navata si aprono 3 cappelle laterali e sul fondo si trova un coro semicircolare. La decorazione interna è stata realizzata nel 1860 da Tommaso Calgari.
Sulla cantoria in controfacciata si trova un organo costruito dalla ditta milanese Balbiani Vegezzi Bossi nel 1937. Lo strumento, a trasmissione elettrica, ha due tastiere di 61 note e una pedaliera concavo-radiale di 32 pedali. Dispone di 24 registri.